# 디컨 미첼

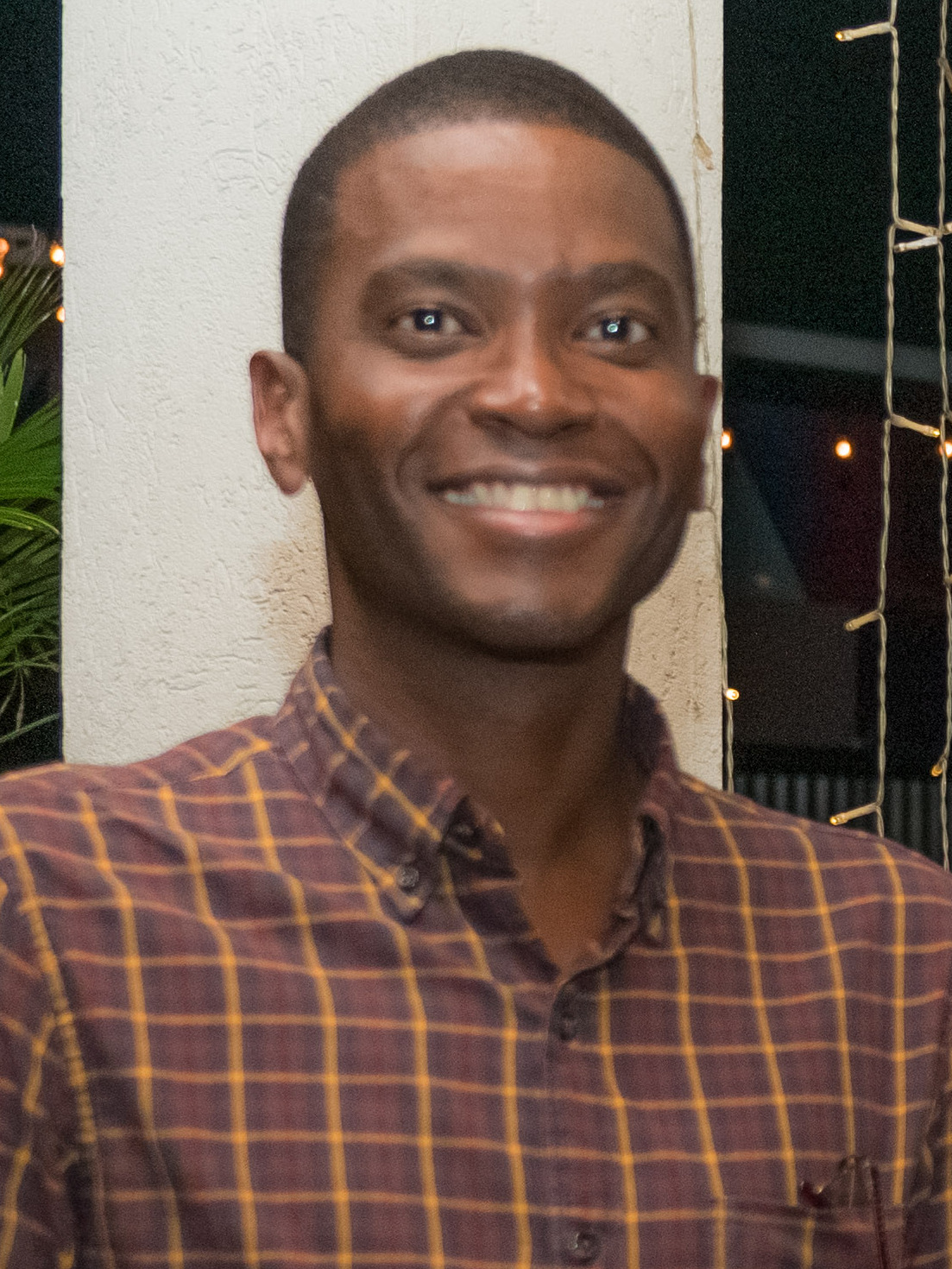

디컨 미첼(Dickon Mitchell, 본명: Dickon Amiss Thomas Mitchell)은 그레나다의 정치인이자 변호사로, 2022년 6월 24일부터 그레나다의 총리, 2021년부터 전국민주회의(NDC) 대표를 맡고 있다. 2022년 총선에서 자신의 정당을 승리로 이끌었다.

## 정치 경력
미첼은 2021년 10월 31일 전국민주회의(National Democratic Congress) 당 대표로 선출되었다.